# Операция «Аида»
Операция «Аида» (нем. «Aida») или сражение при Мерса-Матрухе — операция, проведённая по распоряжению Адольфа Гитлера в конце июня — начале июля 1942 года в Северной Африке с целью выхода войск генерала Эрвина Роммеля на рубеж Нила и оккупации Египта. После упорных боев с британскими войсками операция в связи с нехваткой ресурсов была приостановлена и её цели не были достигнуты.

## Стратегическая ситуация
Пройдя за время наступления мая-июня 1942 года около 600 км, немецко-итальянские войска захватили большие трофеи и нанесли ощутимый урон британской армии, потери которой достигли 80 тыс. человек. Однако завершить разгром этой армии противнику не удалось, так как преследование отступавших британских войск велось малочисленными танковыми силами без поддержки авиации, которая не успела перебазироваться во вновь захваченные районы. Поэтому значительной части союзных войск удалось закрепиться на заранее подготовленных оборонительных рубежах у Эль-Аламейна. 
В связи с успешным продвижением немецко-итальянских сил Гитлер и Муссолини отказались от проведения намеченной операции «Геркулес» по захвату Мальты и решили продолжать наступление, чтобы «отторгнуть Египет от Англии». Поэтому Роммель готовился к проведению операции «Аида». 
Директивой верховного главнокомандующего войсками стран оси в Северной Африке Муссолини от 27 июня генерал-фельдмаршалу Роммелю указывалось, что по достижении Эль-Аламейна и «с преодолением  
сопротивления противника целью сил оси должно стать продвижение к Суэцкому каналу в район Исмаилии, для того чтобы перекрыть канал и предотвратить прибытие английских подкреплений. Перед этим необходимо овладеть Каиром, блокировать Александрию и обеспечить тыл армии от высадки морских десантов». Роммель, уверенный в успехе, рассчитывал уже к 30 июня достичь Александрии и Каира и завершить изгнание британских войск из Египта. Далее он должен был продолжить марш на северо-восток - навстречу немецким войскам, наступающим из района Кавказа. Замкнув это гигантское кольцо, Рейх обеспечил бы себе сырьевым  и стратегическим фундаментом для военного триумфа. По замыслу разработчиков этого плана, наступления должны были начаться почти синхронно.

## Соотношение сил и планы сторон
Положение 8-й армии было настолько тяжелым, что командование допускало возможность дальнейшего ее отступления. В связи с этим западнее Александрии и на ближних подступах к Каиру начали создаваться 
оборонительные позиции, спешно наводились мосты через Нил, все государственные учреждения и склады эвакуировались с западного берега дельты Нила. Штаб английского Средиземноморского флота перебазировался из Александрии в Исмаилию. Силы флота рассредоточились по базам в Хайфе, Порт-Саиде и Бейруте. В самой Александрии все было подготовлено для уничтожения оборудования порта и минирования гавани. В случае отступления от Эль-Аламейна планировалось затопление всей дельты Нила. 
Роммель планировал разгромить 8-ю армию по частям, прежде чем у британцев появится шанс перегруппироваться за линией обороны и восстановить свою армию свежими формированиями. Нанеся сильный удар в Газале по британским бронетанковым войскам, он надеялся уничтожить большую часть пехоты противника, заперев её в Мерса-Матрухе. Роммель считал, что там находятся четыре пехотные дивизии, а остатки британской бронетехники находятся на юге. Он планировал использовать немецкие части, чтобы оттеснить британскую бронетехнику, и использовать 90-ю легкую дивизию, чтобы отрезать пехоту в Матрухе.
Но к моменту занятия британскими войсками оборонительных позиций у Эль-Аламейна силы немцев были ослаблены и его наступательные возможности исчерпаны. Немецко-итальянские войска имели всего 26 исправных танков, в то время как у 1-й английской бронетанковой дивизии их было более 100. В Матрухе части 8-й армии были намного сильнее немецких и итальянских, но их эффективность была снижена из-за противоречивых целей. Между британскими войсками было мало координации, а связь была плохой, начиная с уровня корпуса и ниже.

## Ход операции

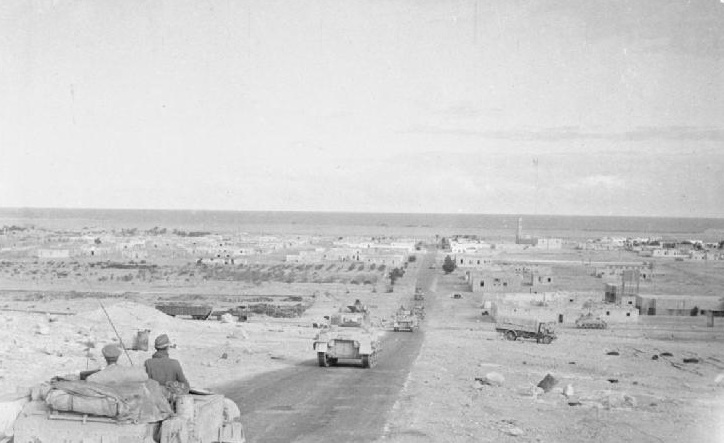
Дорога на Мерса-Матрух

Задержки в размещении подразделений на позициях и дозаправке привели к тому, что наступление войск Оси 26 июня началось только в середине дня. 21-я танковая дивизия двигалась по короткой равнине между двумя эскарпами над Матрухом, с 90-й легкой дивизией на ее левом фланге, в то время как 15-я танковая дивизия двигалась по равнине над вторым эскарпом с XX моторизованным корпусом позади. 90-я легкая и 21-я танковая дивизии проложили путь через минное поле. На высокой пустынной равнине 15-я танковая дивизия столкнулась с 22-й бронетанковой бригадой, и ее продвижение вперед было остановлено.

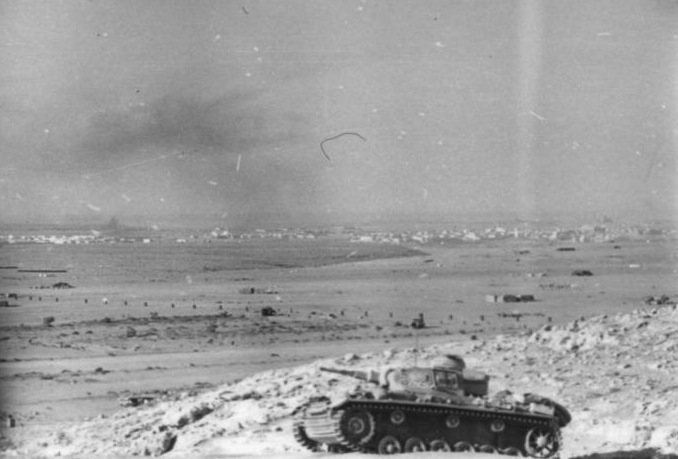
Немецкий танк у Мерса-Матруха

На рассвете 27 июня 90-я легкая дивизия возобновила наступление и уничтожила батальон противника в 17 милях (27 км) к югу от Матруха. Двигаясь на восток, 90-я легкая дивизия попала под огонь артиллерии 50-й пехотной дивизии и была вынуждена укрыться. На юге Роммель наступал с 21-й танковой дивизией, и под прикрытием артиллерийской дуэли эта дивизия совершила фланговое движение через фронт 2-й новозеландской дивизии к восточному подходу у Минкар-Каима. Дивизия столкнулась с транспортом 2-й новозеландской дивизии у Минкар-Каима, рассеяв его. Хотя новозеландцы легко сдерживали натиск 21-й танковой дивизии, их путь отступления был отрезан. В полдень 27 июня Окинлек отправил сообщение своим двум командирам корпусов, в котором говорилось, что если им грозит отсечение, то им следует отступить, чтобы не рисковать окружением и уничтожением. Роммель двинулся на север и присоединился к 90-й легкой дивизии. Он заставил их возобновить наступление, чтобы перерезать прибрежную дорогу. После наступления темноты 90-я легкая дивизия достигла прибрежной дороги, блокировав отступление X корпуса.
Поскольку линия отступления 2-й новозеландской дивизии была перерезана, Готт решил отступить той ночью и уведомил об этом 8-ю армию. На самом деле, в опасном положении оказалась танковая армия. 90-я легкая дивизия занимала узкий выступ, изолированный на прибрежной дороге. 21-я танковая дивизия находилась в 15 милях (24 км) от нее, сильно теснимая новозеландцами, а 15-я танковая дивизия и XX моторизованный корпус были блокированы 1-й бронетанковой дивизией. Готт не увидел этой возможности, поскольку был занят выводом своих войск к Фуке, примерно в 30 милях (48 км) к востоку от Матруха.
В 21:20 27 июня Окинлек приказал 8-й армии отступить к Фуке. К этому моменту командующий 2-й новозеландской дивизией генерал Бернард Фрейберг был ранен в шею осколком и передал командование бригадному генералу Линдси Инглису, командиру 4-й новозеландской бригады. Инглис решил пробиться на восток, за его бригадой ней должны были последовать штаб дивизии и 5-я новозеландская бригада. Начало прорыва было отложено до 02:00 из-за позднего прибытия батальона маори. Примкнув штыки для атаки, 4-я новозеландская бригада двинулась по дороге Минкар-Каим прямо на позиции батальона панцергренадер 21-й танковой дивизии. Немцы не знали о наступлении новозеландцев, пока те не приблизились к ним и не стали прорываться. Бой был ожесточенным, беспорядочным, временами рукопашным, и некоторые немецкие раненые были заколоты новозеландцами штыками. Прорвав позиции противника, 4-я новозеландская бригада перегруппировалась и успешно отступила на восток. 
Пока продолжалась эта атака, Инглис забеспокоился из-за задержки и приближающегося рассвета, решив направить остальную часть дивизии другим маршрутом. Перегрузив имевшийся транспорт, он повел штаб дивизии, Резервную группу и 5-ю новозеландскую бригаду на юг и натолкнулся на позиции танкового батальона 21-й танковой дивизии. В последовавшей за этим беспорядочной стрельбе было подожжено несколько грузовиков и машин скорой помощи, но основной части сил удалось выбраться. Был отдан приказ об отходе XIII корпуса в Фуке, но неясно, получила ли его 2-я новозеландская дивизия. Подразделения дивизии продолжили движение на восток к Эль-Аламейну. За три дня боев новозеландцы понесли потери около 800 человек, включая своего командира, но почти 10 000 человек удалось уйти.
Из-за ошибки связи приказ Окинлека об отступлении не дошел до Холмса до раннего утра 28 июня. Всю ночь X корпус контратаковал на юг, чтобы снять давление с Готта, не понимая, что XIII корпус уже ушел. Между Холмсом и Окинлеком состоялась короткий разговор, в результате которого последний приказал Холмсу разделить свои силы на колонны и прорваться на юг. Они должны были продолжить движение несколько миль, затем повернуть на восток и направиться в Эль-Аламейн. В ту ночь X корпус собрался в небольшие колонны и прорвался на юг. 
Африканский корпус двинулся дальше, оставив только итальянцев и 90-ю легкую дивизию для окружения Матруха. Пока они продвигались, происходили ожесточенные бои с отступающими британскими войсками. Одна из британских колонн случайно подошла к командному пункту Африканского корпуса. Штабным офицерам Роммеля пришлось отбить атаку. Через некоторое время Роммель переместил свой штаб на юг и подальше от боевых действий.
29-я индийская пехотная бригада прибыла в точку перегруппировки в Фуке поздно вечером 28 июня, преследуемая 21-я танковой дивизией. В результате быстрой танковой атаки бригада была смята и уничтожена. Рано утром 29 июня 90-я легкая дивизия и итальянская 133-я бронетанковая дивизия «Литторио» окружили Мерса-Матрух. 10-я индийская дивизия попыталась прорваться ночью 28 июня, но была отбита «Литторио». Позиции Мерса-Матрух подверглись артиллерийскому обстрелу 27-й пехотной дивизии «Брешиа» и 102-й моторизованной дивизии «Тренто», которые вместе с 90-й легкой дивизией представляли собой основные силы, окружавшие крепость, и после пехотных боев и неудачных попыток прорыва крепость капитулировала. 29 июня 7-й полк берсальеров вошел в крепость и принял капитуляцию 6000 британских солдат, а также захватил большое количество боеприпасов и оборудования.
90-й легкой дивизии не дали времени на отдых, и ее быстро отправили по прибрежной дороге вслед за отступающей 8-й армией. 21-я танковая дивизия перехватила несколько британских колонн возле Фуке и взяла еще 1600 пленных. 
Роммель перевёл Африканский корпус вглубь страны примерно на 15 миль (24 км), чтобы попытаться отрезать еще больше 8-й армии. Небольшие колонны с обеих сторон мчались по пересеченной местности пустыни к Эль-Аламейну. Подразделения смешивались и дезорганизовывались, и противоборствующие колонны шли параллельно друг другу, причем немецкие колонны иногда шли впереди отступающих британцев. Иногда колонны обменивались огнем, и поскольку большая часть транспорта танковой армии состояла из захваченных британских или американских машин, часто было трудно отличить своих от чужих.
Роммель планировал атаковать 30 июня, но трудности со снабжением и транспортом привели к задержке на день, что было жизненно важно для реорганизации обороняющихся сил на линии Эль-Аламейн. В 03:00 1 июля 90-я легкая пехотная дивизия двинулась на восток, но отклонилась слишком далеко на север и натолкнулась на оборону 1-й южноафриканской дивизии и остановилась. 15-я и 21-я танковые дивизии Африканского корпуса были задержаны песчаной бурей, а затем и мощной воздушной атакой. Около 10:00 1 июля 21-я танковая дивизия атаковала в Дейр-эль-Шейне 18-ю индийскую пехотную бригаду и к вечеру её разгромили. 15-й танковая дивизия к югу от Дейр-эль-Шейна столкнулись с британской 1-й бронетанковой дивизией и была отброшена. К концу дневных боев у Африканского корпуса осталось 37 танков из первоначального состава в 55. В начале полудня 90-я легкая дивизия возобновила движение на восток, но попала под артиллерийский огонь трех южноафриканских бригадных групп и была вынуждена окопаться. 
2 июля Роммель приказал возобновить наступление, но не на юг, а приказал повернуть к прибрежной дороге, наступая на восток в направлении хребта Рувейсат. Ближе к вечеру две британские бронетанковые бригады отбили две атаки немецкой бронетехники, которая затем отступила до наступления темноты. Тем временем британские ВВС нанесли мощные воздушные удары по подразделениям Оси.
На следующий день, 3 июля, Роммель приказал Африканскому корпусу возобновить наступление на хребет Рувейсат вместе с итальянским XX моторизованным корпусом на его южном фланге. К этому моменту у Африканского корпуса было всего 26 боевых танков. Утром произошел танковый бой к югу от хребта Рувейсат, и основное наступление войск Оси было остановлено.

## Остановка операции
Нуждаясь в пополнении личным составом, боевой техникой, боеприпасами, горючим, итало-немецкая армия не могла продолжать наступление. Пополнения совершались с перебоями, так как значительная часть оружия и войск направлялась под Сталинград. Союзнические самолеты и подводные лодки потопили около трети всех грузов, направлявшихся в Африку. В ожидании подкреплений Роммель вынужден был 4 июля приостановить наступление. Затем «обстановка еще больше ухудшилась вследствие отправки на русский фронт основной части оставшейся на Сицилии немецкой авиации» Меллентин писал: «Роммелю, возможно, повезло, но Мерса-Матрух, безусловно, стал блестящей победой немцев и дал нам большие надежды на «выбивание» Восьмой армии из линии Эль-Аламейна». 
Окинлек собрал 8-ю армию и за месяц боев остановил немецкое наступление в Первой битве при Эль-Аламейне. После ее окончания обе стороны были истощены, но британцы все еще удерживали свои позиции.